# ユニオン駅 (シカゴ)
ユニオン駅 (又はユニオン・ステーション、英語: Union Station) は、アメリカ合衆国イリノイ州シカゴにある鉄道駅で、今日、シカゴを発着する長距離列車はすべてこの駅を発着する。ダウンタウンのシカゴ川西側に位置し、その広さは全体で約9.5街区に及ぶが、メイン・ビルディングを除くそのほとんどは道路及び高層ビルの地下にある。アムトラック子会社のChicago Union Station Company社が所有。

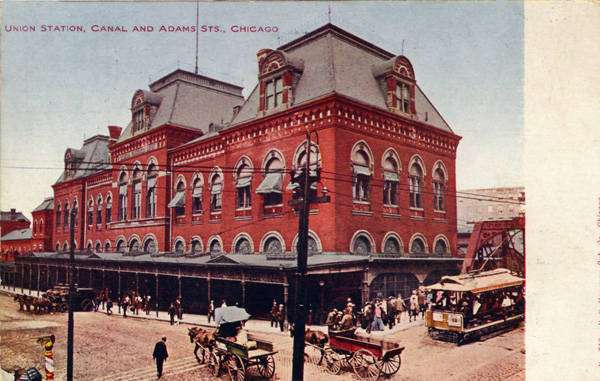
初代駅舎

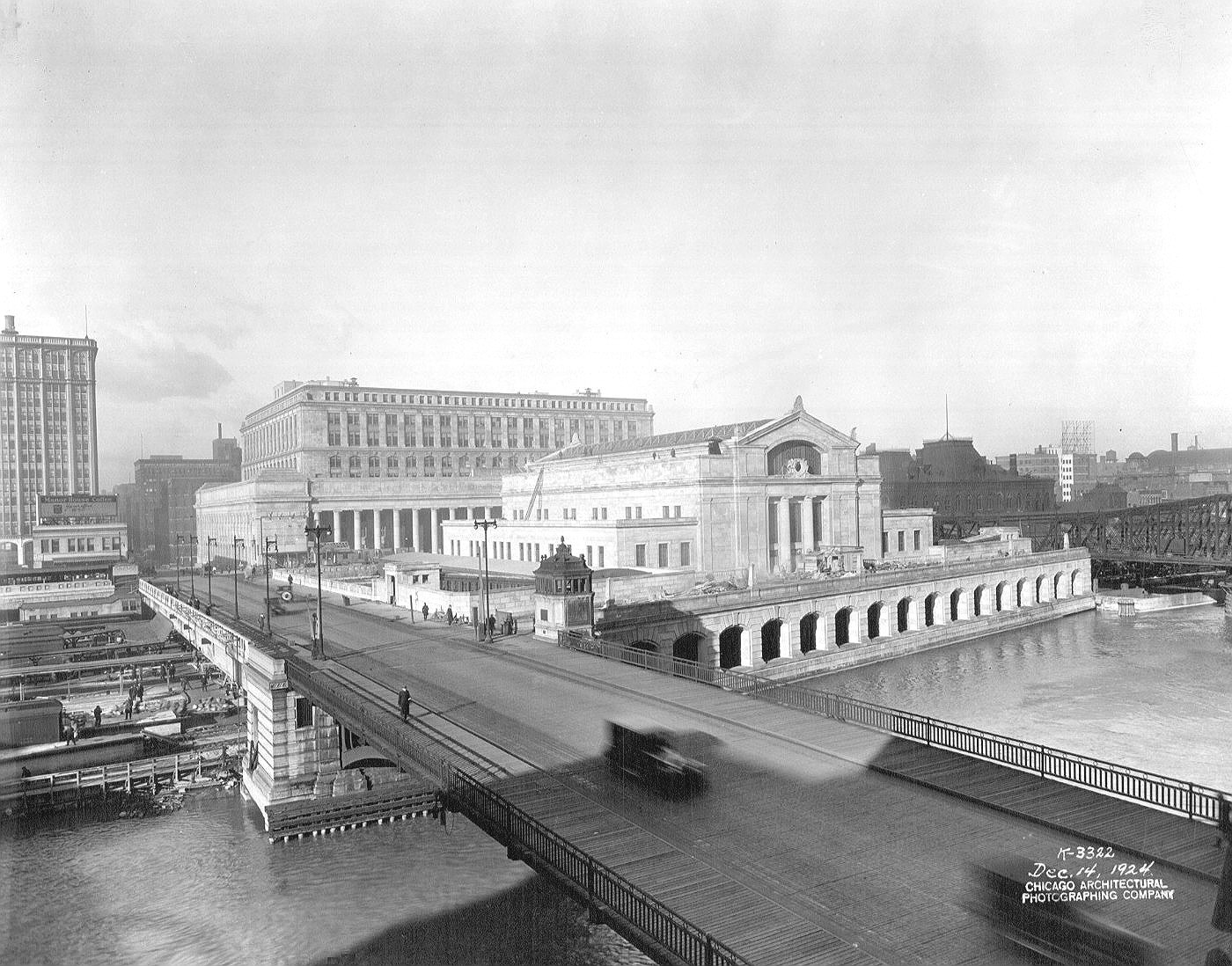
二代目駅舎　手前の建物がコンコース　1924年

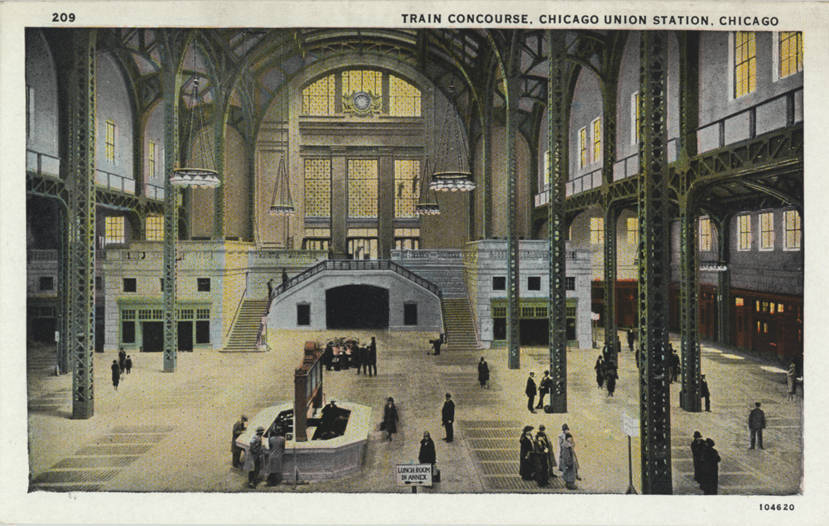
コンコース内部　1969年に解体された

## 歴史
シカゴに初めて鉄道が敷かれたのは1848年のことであったが、ほどなくシカゴは米国で最も重要な鉄道の連結点となった。ところが、有力な鉄道会社がそれぞれターミナル駅を建設した結果、シカゴを通り抜ける乗客はきわめて不便な乗換を強いられることになり、そのような状況を改善することが課題となった。
1874年 鉄道事業者5社（ペンシルバニア鉄道子会社のペンシルバニア・カンパニー、シカゴ・バーリントン・アンド・クインシー鉄道、ミシガン・セントラル鉄道（ニューヨーク・セントラル鉄道の一部）、シカゴ・アンド・アルトン鉄道、およびミルウォーキー鉄道）によるユニオン駅建設合意書が締結、建設開始。
1881年 完成。もっとも、上記鉄道事業者のうちミシガン・セントラル鉄道はすでに合意から離脱し、開業当初のユニオン駅は利用しなかった。また、ボルチモア・アンド・オハイオ鉄道、イリノイ・セントラル鉄道、ノース・ウェスタン鉄道、ロック・アイランド鉄道、サンタフェ鉄道、ウォーバッシュ鉄道などの有力鉄道会社も別の駅を利用していたため、乗客の利便性向上は限定的だった。
1913年 Chicago Union Station Company社が設立され、駅の拡張と駅舎の建替え工事が開始。第一次世界大戦、労働力不足及びストライキの影響で工事進行が中断した。
1925年 建替え工事が完了し、同年5月16日より供用開始（高架道路工事などは1927年まで継続）。
第二次世界大戦中は、一日あたり300本もの列車と10万人の乗降客が利用する、ユニオン駅にとって最も繁忙な時期であった。
1968年 ペン・セントラル鉄道の成立に伴い、ニューヨーク・セントラル鉄道の列車がユニオン駅から発着するようになる。
1969年 利用客の著しい減少に伴い、コンコースの上屋が取り壊され、後に高層ビルが建てられた。メイン・ビルディングも取壊す意向があったが、利便性のためにこれは回避された。
1971年 アムトラックの成立とともにシカゴ発着の長距離列車の大部分がユニオン駅を発着するようになる（統合が完了するのは翌1972年）
1992年 建築会社Lucien Lagrange Associatesによる改修が行われた。
現在、ユニオン駅はアムトラックのシカゴ発着路線全線と、州内鉄道であるメトラのうち6路線のターミナルとして使用されている。2007年の一日平均利用客数は約54,000人（うちアムトラック利用客6,000人）。

## 構造

### プラットフォーム・コンコース

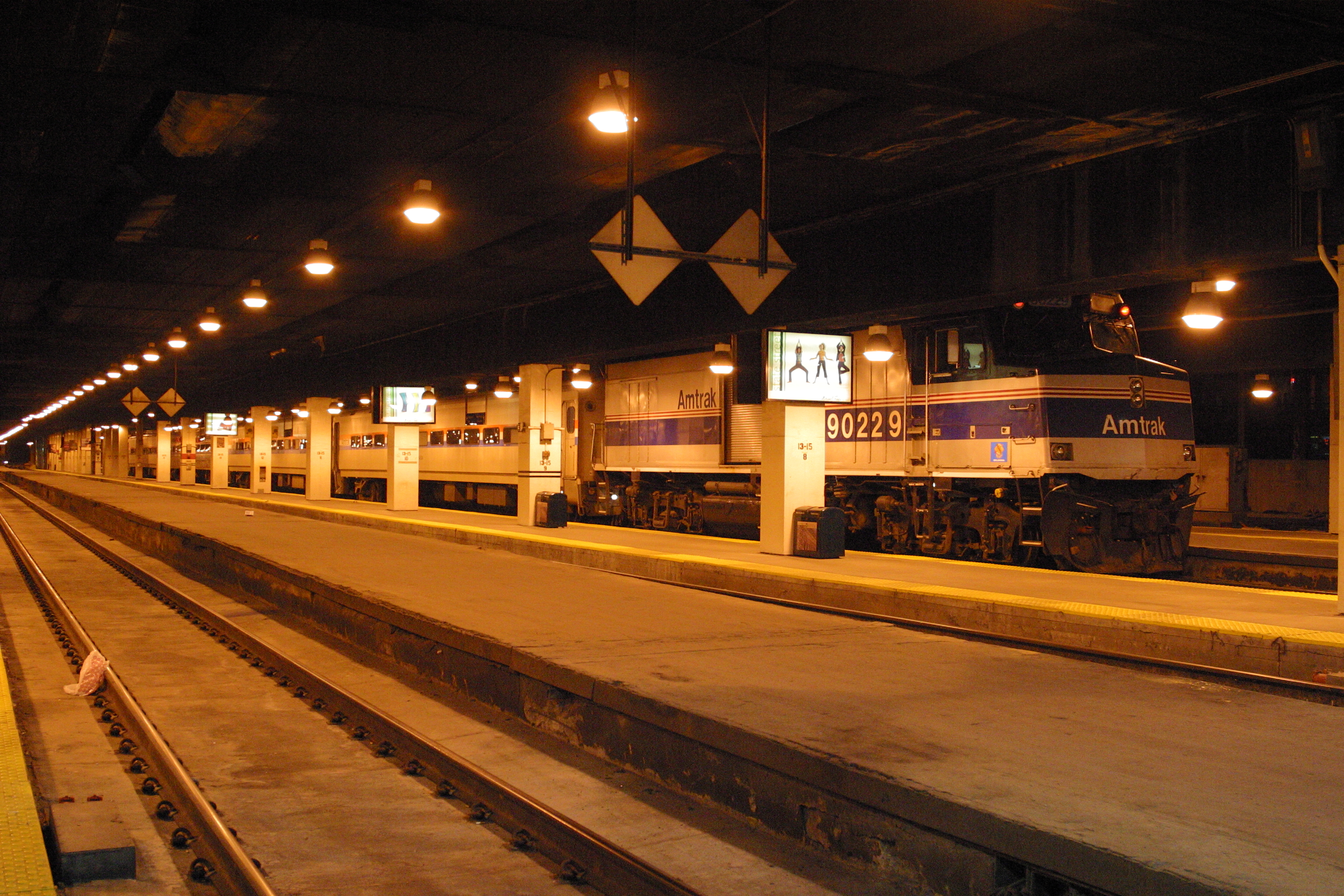
北プラットフォーム

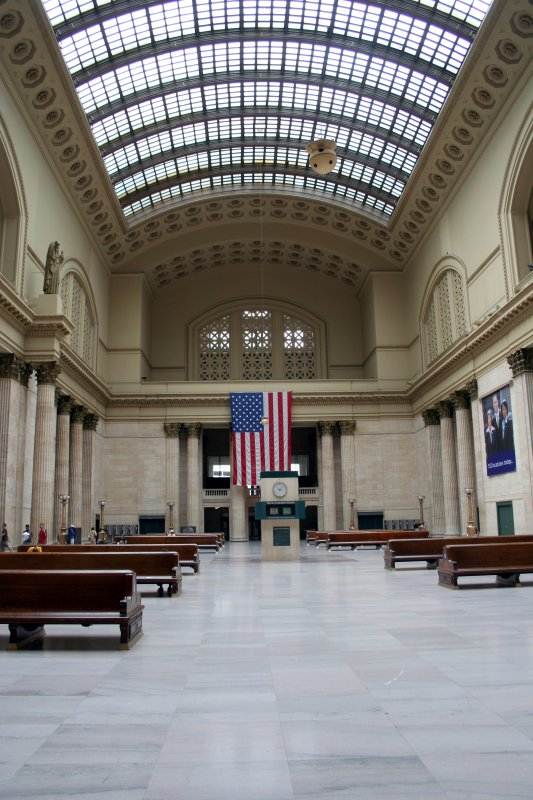
グレート・ホール （Great Hall)。待合室として利用されている。

プラットフォームはシカゴ川と並行に南北に配置されている。中央部のコンコースで線路が分断されていて、頭端式の駅が背中合わせになったような構造になっている。このため列車の運行は北行きと南行きに分かれており、直通列車は存在しない。プラットフォームとコンコースは全て地下にあり、同一フロアにあるため、乗換の際に階段等を使う必要がない。
北プラットフォーム(奇数番線)はアムトラックのハイアワーサ(Hiawatha)線(ミルウォーキー行)、メトラのMD-N線・MD-W線・NCS線が使用し、それ以外の路線は南プラットフォーム(偶数番線)に乗り入れている。
コンコース中2階にはフードコートや各種売店がある。フードコートは毎日午前5時半から深夜12時まで営業。
1925年竣工のコンコースの上屋は新古典主義の建造物として高い歴史的価値を持っていたが、鉄道旅客輸送の衰退により取り壊された。現在は高層オフィスビルが建っている。

### メイン・ビルディング
プラットフォーム・コンコースの所在エリアから1ブロック西(南北をAdams Street/Jackson Blvd、東西をCanal Street/Clinton Streetに囲まれたブロック)に所在。駅舎は、アメリカン・ルネッサンス時代を象徴するボザール様式による伝統的建築技法と現代的な技術工学・動線パターン及び都市計画を融合させている。

#### 大待合室「グレート・ホール」
メイン・ビルディング内。華やかなボザール様式建築の「グレート・ホール」（Great Hall)は、木製ベンチの並ぶ天井高34mの大待合室であり、そのヴォールト構造(アーチ型天井)の天窓、彫像、乗継用ロビー、階段及びバルコニーから成るスペースは、米国の屋内公共空間の傑作の一つとされている。貸切にも応じており、300〜3,000人収容のイベント開催が可能である。
映画「アンタッチャブル」の有名なシーンの撮影で使用された大階段は、グレート・ホールの東側(Canal Street)入口内にある。他にグレート・ホールが使用された映画には「ベスト・フレンズ・ウェディング」(1997年)、「チェーン・リアクション」(1996年)などが、またテレビドラマには「ER緊急救命室」、「Early Edition」などがある。

## 乗り入れ路線

ユニオン駅発着路線の路線図。アムトラックはオレンジ色、メトラは緑色で示されている。灰色はアムトラックの旧路線。

### アムトラック
アムトラック(Amtrak)の主要ターミナル駅であり、以下の路線が発着する。
- 中西部方面
  - イリノイ・サービス (Illinois Service) - イリノイ州クインシー/カーボンデール、ミズーリ州セントルイス行の5路線。
  - ミシガン・サービシズ (Michigan Services) - ミシガン州ポートヒューロン/グランドラピッズ/ポンティアック行の3路線。
  - ハイアワーサ (Hiawatha) - ウィスコンシン州ミルウォーキー行。
  - フージアー・ステート (Hoosier State) - インディアナ州インディアナポリス行。
- 北部方面
  - キャピトル・リミテッド (Capitol Limited) - ワシントンD.C.行。
  - カーディナル (Cardinal) - ニューヨーク州ニューヨーク行。
  - レイクショア・リミテッド (Lake Shore Limited) - ニューヨーク州ニューヨーク、マサチューセッツ州ボストン行。エリー湖岸を走る。
- 南部方面
  - シティ・オブ・ニューオーリンズ (City of New Orleans) - ルイジアナ州ニューオーリンズ行。ミシシッピ川沿いを走る。
  - テキサス・イーグル (Texas Eagle) - テキサス州サンアントニオ行。
- 西部方面
  - エンパイア・ビルダー (Empire Builder) - オレゴン州ポートランド、ワシントン州シアトル行。
- 南西部方面
  - カリフォルニア・ゼファー (California Zephyr) - カリフォルニア州エメリービル行。
  - サウスウェスト・チーフ (Southwest Chief) - カリフォルニア州ロサンゼルス行。ルート66沿いを走る。

### メトラ
シカゴダウンタウンとイリノイ州郊外とを結ぶメトラ(Metra)のうち、下記6路線のターミナル駅である。
- MD-N線 (Milwaukee District North Line) 北方面、Fox Lake行。
- MD-W線 (Milwaukee District West Line) 西方面、Elgin/Big Timber Road行。
- NCS線 (North Central Service) 北方面、Antioch行。MD-W線とFranklin Parkまで同路線を走る。平日のみ。
- BNSF線 (BNSF Railway Line) 西方面、Aurora行。
- HC線 (Heritage Corridor) 南西方面、Joliet行。平日のみ。
- SWS線 (SouthWest Service) 南西方面、Manhattan行。平日・土曜のみ。

## アクセス
ユニオン駅は、米国他州の主要ターミナル駅と異なり、地下鉄への直接の接続が無い。シカゴ交通局(CTA)の"シカゴ・L"(地下鉄・高架鉄道)の駅は、いずれもユニオン駅から1ブロック以上離れているため、バス・タクシーへの乗換と比べると若干不便である。

### エントランス(入口)
全10ヵ所。

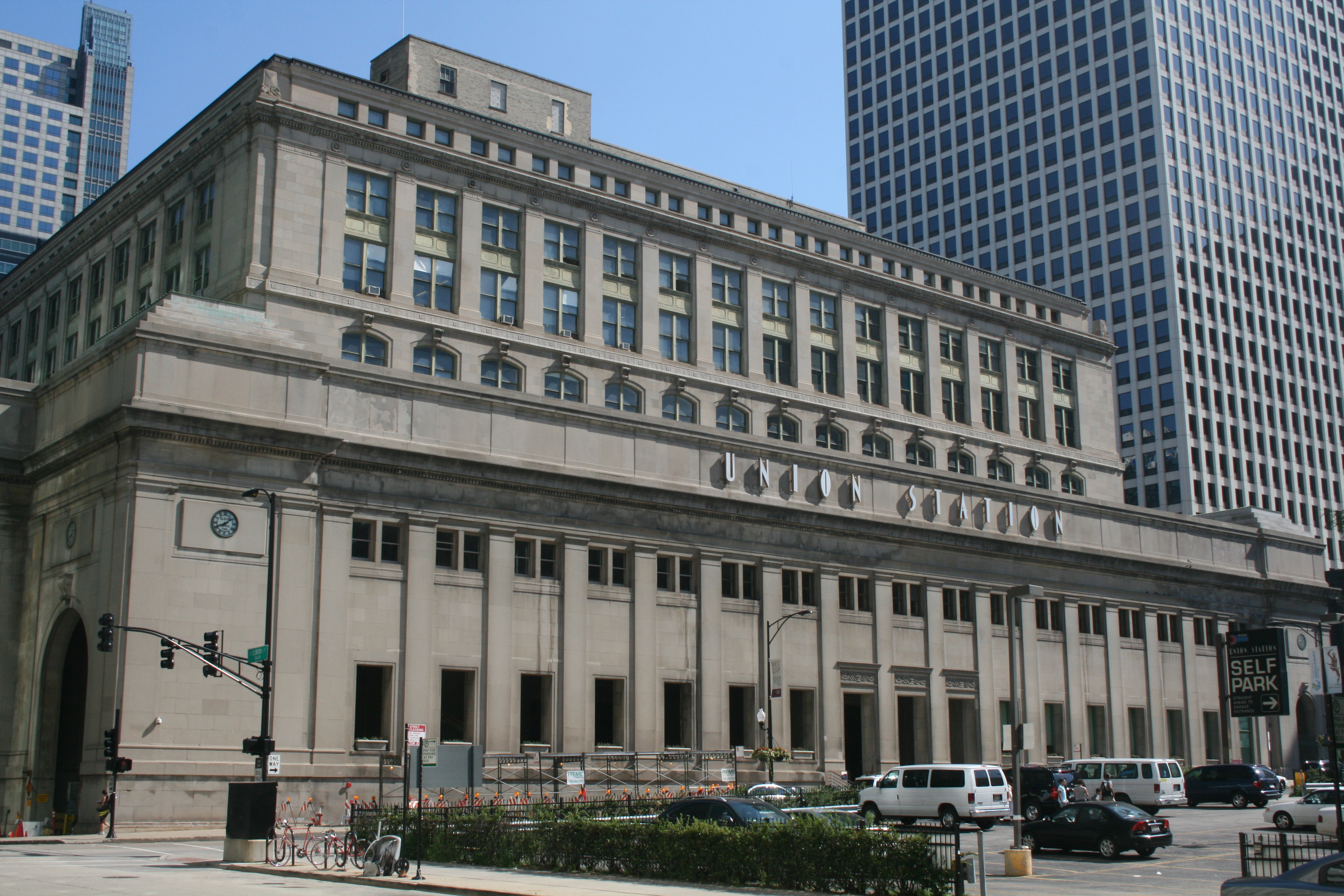
ファサード　2011年

- メイン・エントランス - Canal Street東側(Adams StreetとJackson Blvdの間)に面している。Canal Streetを挟んだ向かい(西側)にグレート・ホールがある。日本式にいえば"中央口"に相当。主にCTAバス・長距離バスとの乗換に利用する。
- Adams (& Riverside)・Jackson (& Riverside) - それぞれ"北東口"・"南東口"に相当。シカゴ川に面した出入口。シカゴ・Lのループ(Quincy駅)との乗換、ウィリス・タワー他ダウンタウン中心部へ向かうのに便利。
- Jackson (& Canal/Riverside) - "南口"に相当。(2010年4月まで目の前のJackson Street Bridgeが工事中の予定であり不便。)
- Madison - "北口"に相当。北プラットホームの北端。メトラのオギルビー・トランスポーテーション・センターとの乗換えに便利だが、切符販売窓口が無いので注意。
- Clinton - グレート・ホールの南北から西側のClinton Streetへ出る通路がある。このうち南の出入口は、シカゴ・LのBlue Line(Clinton駅)との乗換えに最も近い。
- 前述のグランド・ホール内大階段を上がってCanal Streetに出るエントランスもあるが、利便性は低い。

### CTA (バス・地下鉄/高架路線)・長距離バスへの接続
CTAバス
CTA(シカゴ交通局)トランジットカードや乗り放題パスの自動券売機が、コンコースのメトラ窓口のエリアに置かれているので、CTAバス使用の前に購入しておくと便利。なお、CTAバスのルート・停留所は道路状況等に応じて頻繁に移動するので、注意が必要である。
- メイン・エントランス(Canal Street)又はClinton出口から
  -  #1 Indiana/Hyde Park (平日のみ)
  -  #7 Harrison (平日のみ)
  -  #X28 Stony Island Express (平日のみ)
  -  #38 Ogden/Taylor (平日のみ)
  -  #60 Blue Island/26th (深夜運行あり)
  -  #121 Union/Wacker Express  (平日のみ)
  -  #123 Illinois Center/Union Express (平日のみ)
  -  #124 Navy Pier - ネイビー・ピア行。
  -  #125 Water Tower Express (平日のみ)
  -  #126 Jackson 
  -  #128 Soldier Field Express - ソルジャー・フィールドでのシカゴ・ベアーズ試合開催日のみ。片道1ドル、現金のみ。
  -  #129 West Loop/South Loop (平日のみ)
  -  #130 Museum Campus (夏季のみ) - ミュージアム・キャンパス行。フィールド博物館、ソルジャー・フィールド、シェッド水族館、アドラー・プラネタリウムに便利。
  -  #132 Goose Island Express (平日のみ)
  -  #151 Sheridan (深夜運行あり)
  -  #156 LaSalle (平日のみ)
  -  #157 Streeterville (平日のみ)
  -  #192 University of Chicago Hospitals Express (平日のみ)
- Madison出口から
  -  #14 Jeffery Express 
  -  #19 United Center Express - ユナイテッド・センターでの試合(シカゴ・ブルズ、シカゴ・ブラックホークス)又はコンサートイベント開催日のみ。
  -  #20 Madison (深夜運行あり) 
  -  #X20 Madison Express (平日のみ)
  -  #56 Milwaukee 
  -  #120 Ogilvie/Wacker Express (平日のみ)
  -  #122 Illinois Center/Ogilvie Express (平日のみ)

CTA シカゴ・L
- ループ(Brown、Orange、Pink及びPurple Line)へ
  - Quincy駅 - Riverside側の出口から、東へ3ブロック。
- Blue Lineへ
  - Clinton(& Congress)駅 - メイン・エントランス又はClinton出口から、南へ2ブロック。
  - Jackson(& Dearborn)駅 - Riverside側の出口から、東へ6ブロック。
  - 東行きのCTAバス(14番や60番など)でDearborn Streetまで行き、乗り換える。[2]
- Green Lineへ
  - Clinton(& Lake)駅 - Madison出口から、北へ3ブロック・西へ1ブロック。
- Red Lineへ
  - Jackson(& State)駅 - Riverside側の出口から、東へ7ブロック。
  - 東行きのCTAバスでState Streetまで行き、乗り換える。[2]

メガバス(Megabus) - 長距離バス。メイン・エントランスから1ブロック南に発着所がある。(Canal Street & Jackson/Van Buren)
- M1 - ミシガン州デトロイト行
- M2 - ミネソタ州ミネアポリス行
- M3 - オハイオ州クリーブランド行
- M5 - ミズーリ州カンザスシティ行
- M6 - オハイオ州コロンバス/シンシナティ行
- M7 - テネシー州メンフィス行

### 空港への接続
- シカゴ・オヘア国際空港
  - 上記CTA Blue Lineを使用。約90分。
  - タクシーの場合、混雑していなければ30分程度、約40ドル。混雑時は75分以上かかることもある。
- シカゴ・ミッドウェー国際空港
  - 上記CTA Orange Lineを使用。約60分。
  - タクシーの場合、混雑していなければ20分程度、約25ドル。

## ギャラリー

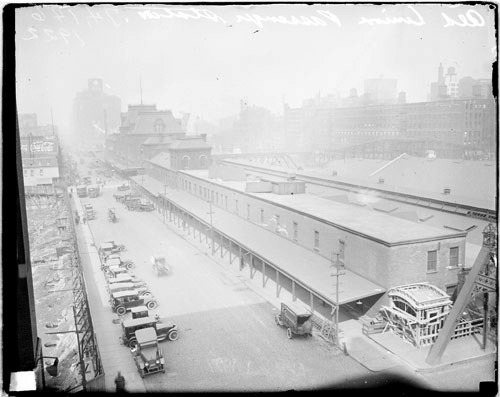
初代駅舎(1922年)
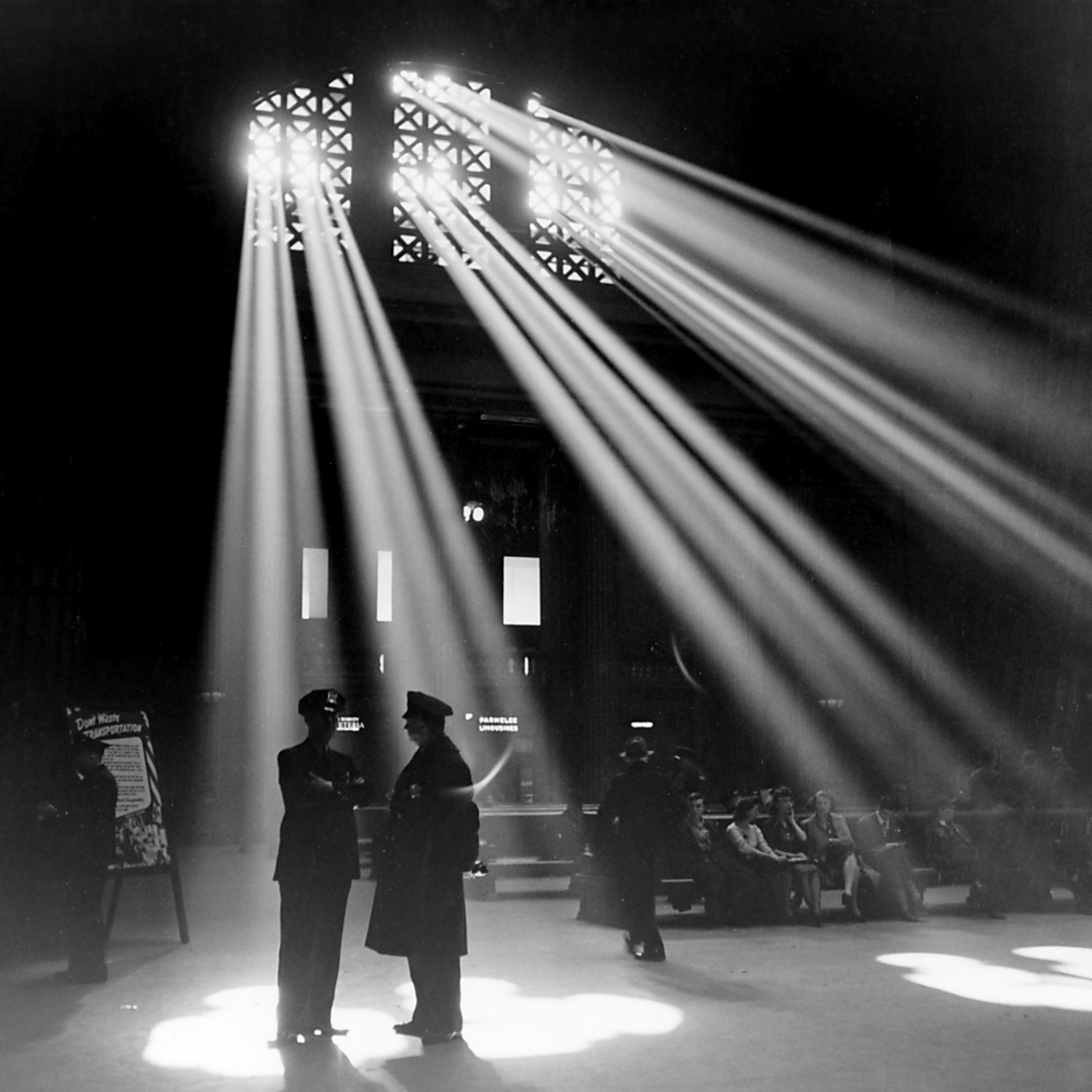
グレート・ホール(1943年)
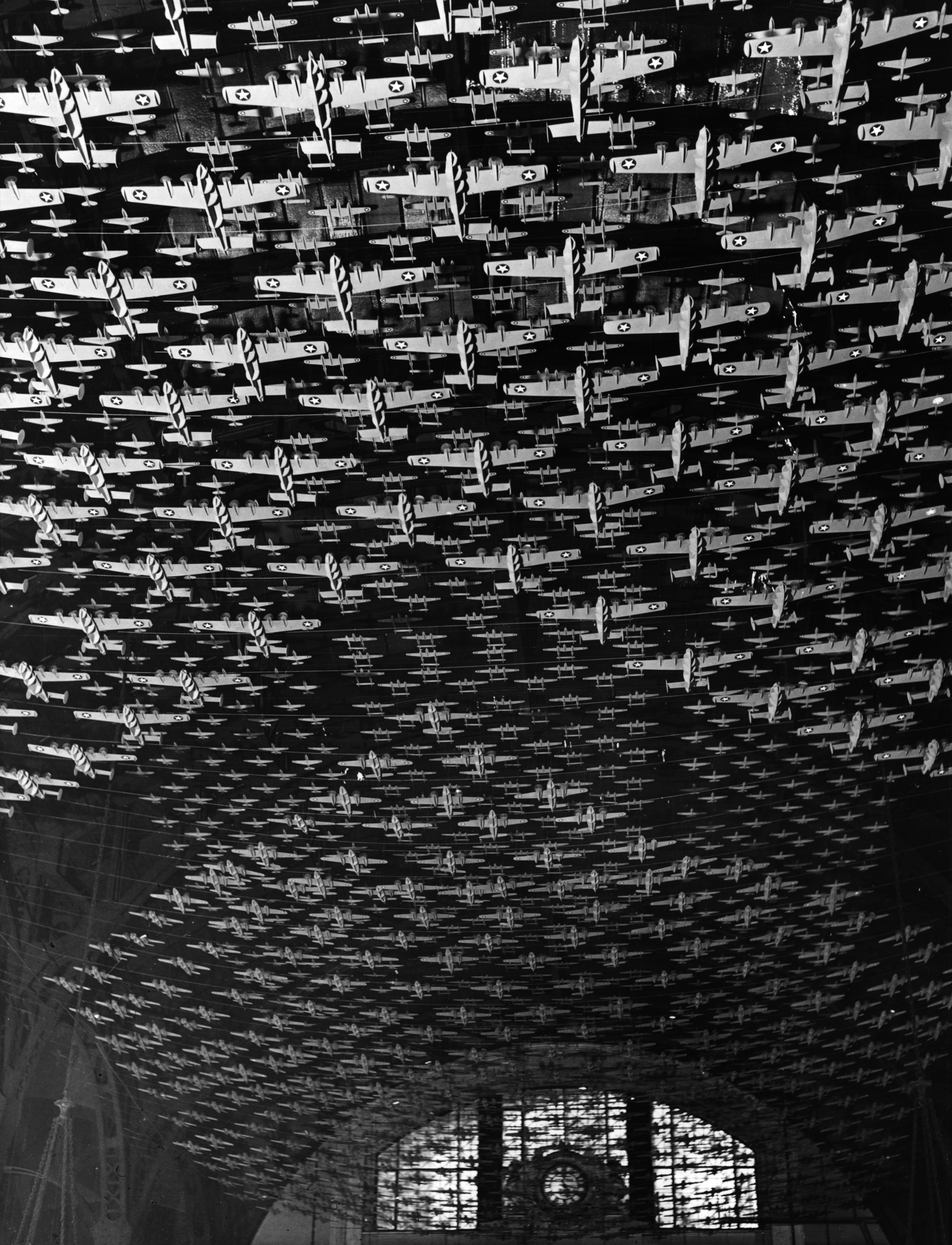
コンコースに飾り付けられた模型飛行機(1943年)
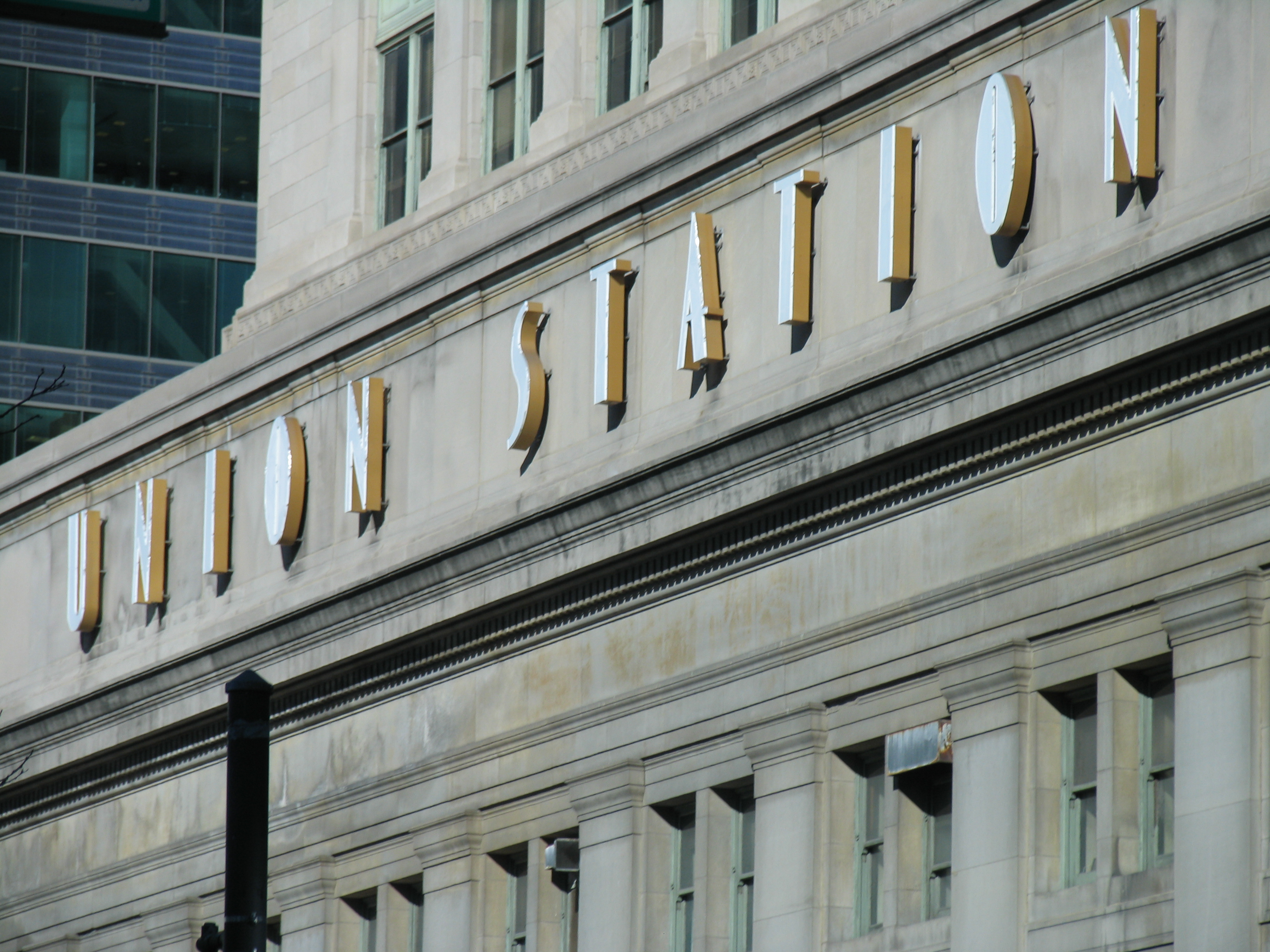
メイン・ビルディングのサイン(2006年)
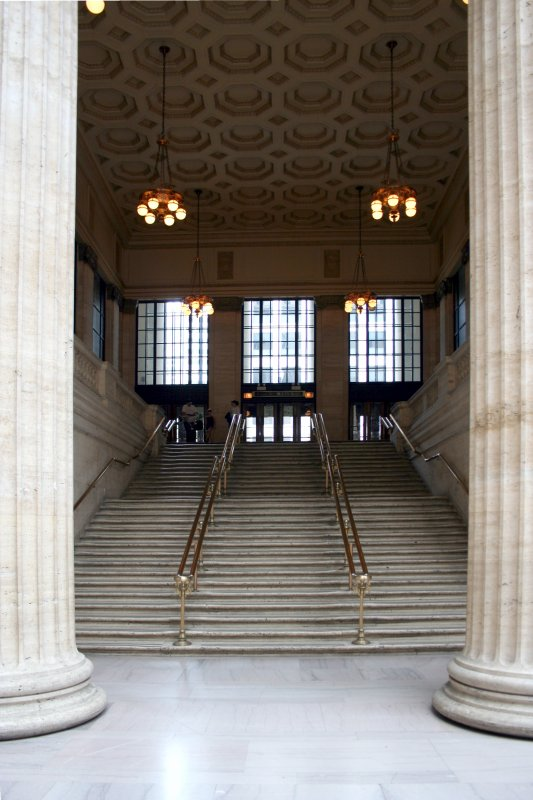
映画「アンタッチャブル」で使用された大階段